# Giochi di potere (film 2018)
Giochi di potere (Backstabbing for Beginners) è un film del 2018 diretto da Per Fly.
La pellicola ha per protagonisti Theo James e Ben Kingsley.
Il film si ispira a Backstabbing for Beginners: My Crash Course in International Diplomacy, libro di memorie di Michael Soussan.

## Trama
Il giovane bancario Michael Sullivan, figlio di un diplomatico americano ucciso nel 1983 nell'attentato all'ambasciata degli Stati Uniti di Beirut, è determinato a seguire le orme paterne entrando nell'Organizzazione delle Nazioni Unite. Proprio in virtù del prestigio paterno, saltando la gavetta, viene scelto (in sostituzione di un predecessore investito da un'automobile) come assistente speciale direttamente da Pasha, alto funzionario dell'ONU incaricato di supervisionare il programma Oil For Food, che permette all'Iraq di Saddam Hussein di vendere petrolio in cambio di generi di prima necessità sotto la supervisione delle Nazioni Unite.
Michael, un idealista, si scontra subito con la dura realtà e con il cinismo della diplomazia internazionale quando Pasha prima distrugge le pagine della relazione di Michael riguardanti presunte tangenti legate al programma in questione e poi, durante un viaggio a Baghdad, lo coinvolge in una macchinazione per far destituire Christina Dupre, direttrice dell'ufficio ONU di Baghdad e grande accusatrice riguardo alle sistematiche inefficienze, malversazioni e frodi del programma.
Nel mentre Sullivan fa la conoscenza di un agente della CIA, che gli chiede di "tenere occhi e orecchie aperte", e di un misterioso individuo (che scoprirà più tardi essere il faccendiere Timur Rasnetsov), il quale prova, senza successo, a corromperlo.
Durante la sua visita a Baghdad, Michael conoscerà Nashim, interprete curda dell'Onu che gli apre gli occhi sulla corruzione e sugli abusi del programma Oil for Food, denunciati anche dalle autorità curde e sul fatto che la morte del predecessore di Michael potrebbe essere legata all'indagine che stava conducendo sull'Oil for Food.
I due, in seguito  inizieranno una storia d'amore e Michael la aiuterà trasportando una chiavetta criptata contenente una lista di entità coinvolte nella corruzione del programma, consegnatale dal predecessore di Michael prima di morire, e facendole avere un lasciapassare dell'Onu per fuggire dal paese per rifugiarsi a New York, dopo che la polizia segreta irachena ha scoperto la sua identità curda.
Quando anche Michael torna in America, viene rimproverato da Pasha per l'aiuto dato alla ragazza, rivelandogli che lei è una spia dei Peshmerga. Michael è molto deluso per essere stato usato da Nashim, ma non rivela al suo capo dell'esistenza della lista. In seguito Michael e Nashim avranno un chiarimento e riprenderanno la frequentazione.
Ad una festa organizzata per celebrare il successo delle operazioni in Iraq, delle quali Michael riferisce addirittura personalmente in un discorso alle Nazioni Unite, i due scoprono la presenza di Rasnetsov, che si rivela essere in buoni rapporti con Pasha, suscitando la rabbia di Michael, che va via con Nashim. Durante il ritorno a casa la coppia viene aggredita da agenti paramilitari e la ragazza portata via per essere rimpatriata in Iraq, dove rischia la condanna a morte.
Michael, dopo essere riuscito a far decriptare la chiavetta, scopre il coinvolgimento di Pasha nella corruzione: l'anziano diplomatico, in cambio della salvezza di Nashim, riesce però a convincerlo a rimanere al suo fianco e a lavorare come suo assistente nella ricostruzione dell'Iraq dopo l'invasione americana.
Anche in questa nuova fase però le pratiche corruttive di Pasha e gli altri faccendieri continuano, per cui, dopo aver ottenuto la liberazione e il ricongiungimento con Nashim, Michael decide di incastrare Pasha con l'aiuto della CIA. Michael si reca da Pasha e registra la sua proposta di dividere una grossa tangente in cambio di un aiuto nel negoziare l'affidamento di un appalto nella ricostruzione. Una volta ottenute le prove della corruzione, il diplomatico è costretto a collaborare con la CIA, che è sulle tracce di Rasnetsov.
La vicenda si chiude con l'attentato che uccide il rappresentante curdo che aveva a suo tempo denunciato la corruzione, in cui resta uccisa anche Nashim, Rasnetsov che non cade nella trappola (forse avvisato proprio da Pasha) e un Michael Sullivan che si decide infine a consegnare al Wall Street Journal le prove di tutte le malversazioni legate ad Oil for Food, cui segue uno scandalo internazionale, le dimissioni di Pasha e la sua fuga a Cipro.

## Produzione
Inizialmente per il ruolo di Michael era stato preso in considerazione Josh Hutcherson, ma una volta abbandonato il progetto, fu sostituito da Theo James. Le riprese iniziarono nel marzo 2016 a Marrakech per poi spostarsi a Copenaghen nel mese di aprile.

## Distribuzione
La pellicola è uscita nelle sale cinematografiche statunitensi il 27 aprile 2018, mentre in quelle italiane è uscita l'11 luglio 2018.